# Knonau
Knonau (toponimo tedesco) è un comune svizzero di 2 168 abitanti del Canton Zurigo, nel distretto di Affoltern.

## Monumenti e luoghi d'interesse

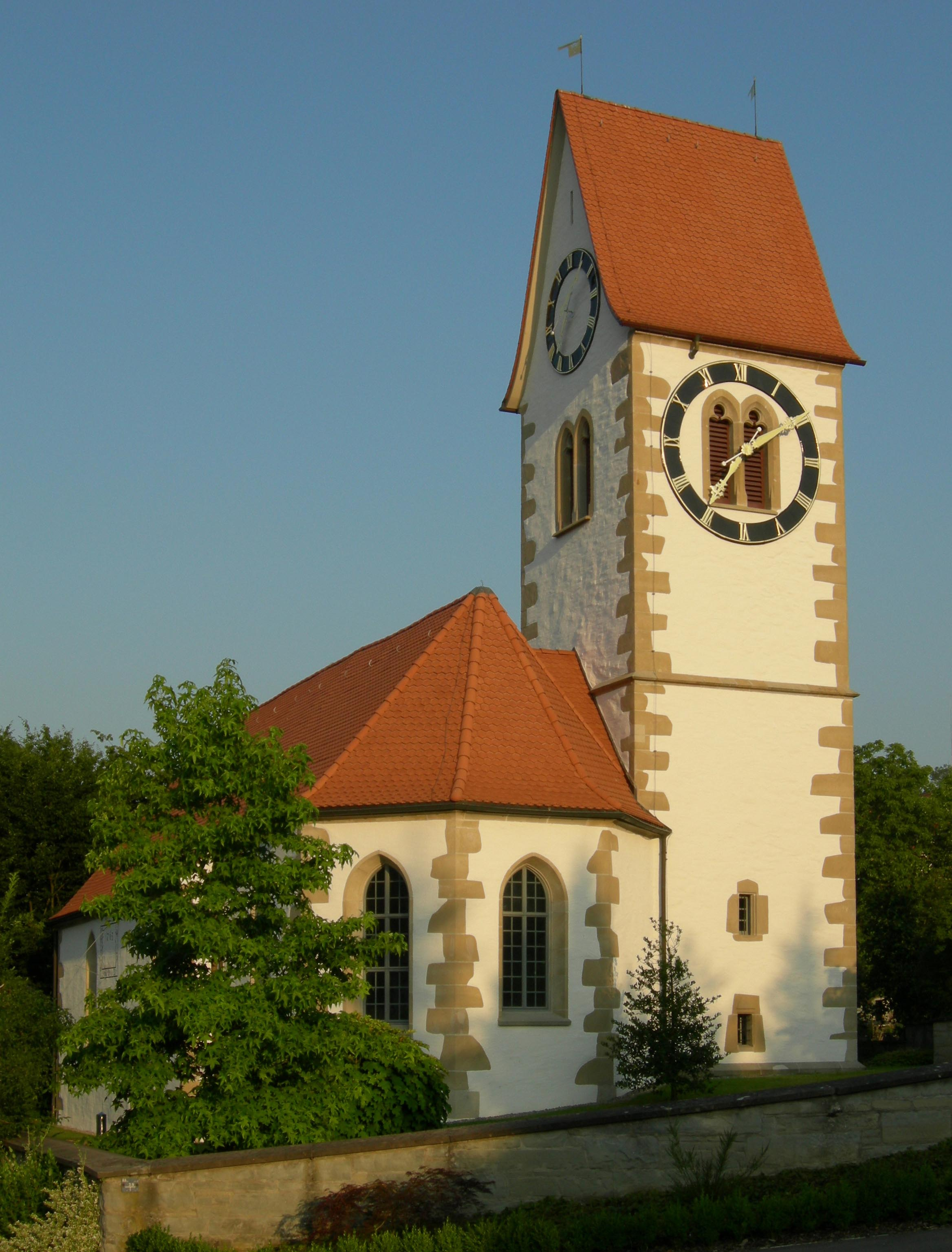
La chiesa riformata

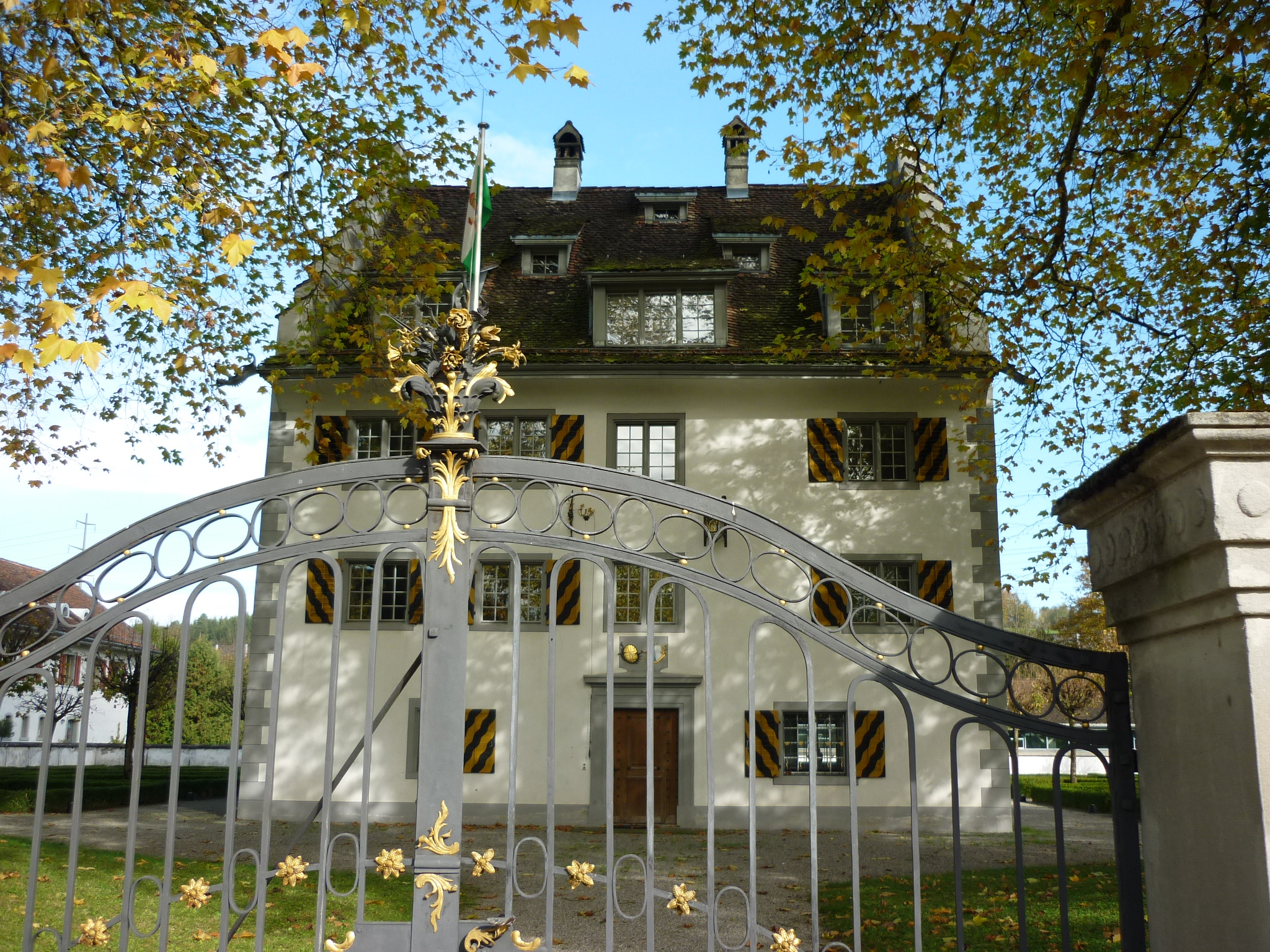
Il castello di Knonau

- Chiesa riformata, eretta nell'VIII-IX secolo e ricostruita nel 1519[1];
- Castello di Knonau, eretto nel 1525 circa[1].

## Società

### Evoluzione demografica
L'evoluzione demografica è riportata nella seguente tabella:
Abitanti censiti

## Infrastrutture e trasporti
Knonau è servito dall'omonima stazione sulla ferrovia Zurigo-Zugo e sulla linea S5 della rete celere di Zurigo.

## Amministrazione
Ogni famiglia originaria del luogo fa parte del cosiddetto comune patriziale e ha la responsabilità della manutenzione di ogni bene ricadente all'interno dei confini del comune.